# Spinus spinescens
Il lucherino andino (Spinus spinescens (Bonaparte, 1850))  è un uccello passeriforme della famiglia Fringillidae.

## Etimologia
Il nome scientifico della specie, spinescens, deriva da Spinus, nome che designa i lucherini: il loro nome comune, invece, è un chiaro riferimento all'areale di distribuzione della specie.

## Descrizione

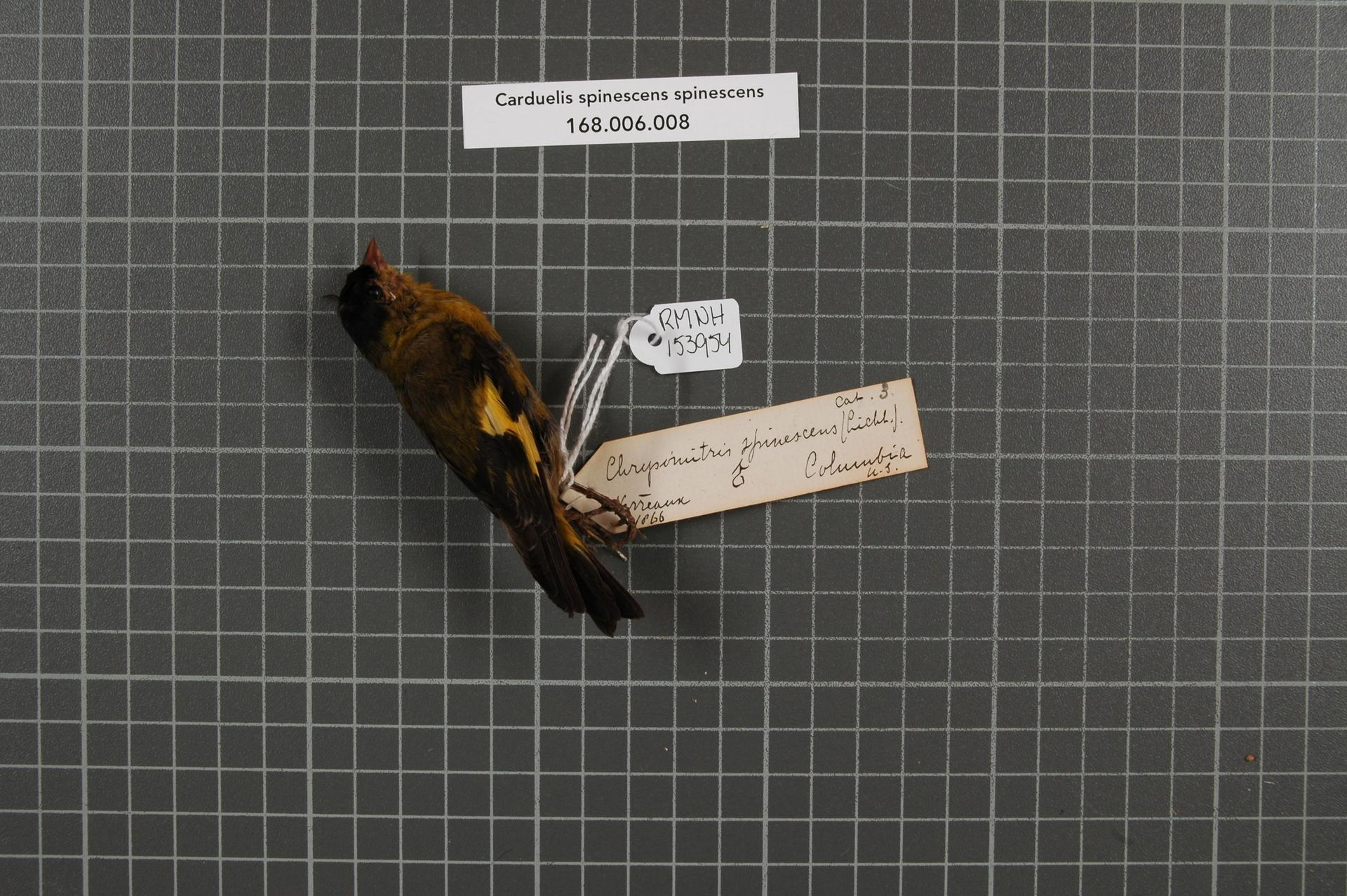
Maschio impagliato.

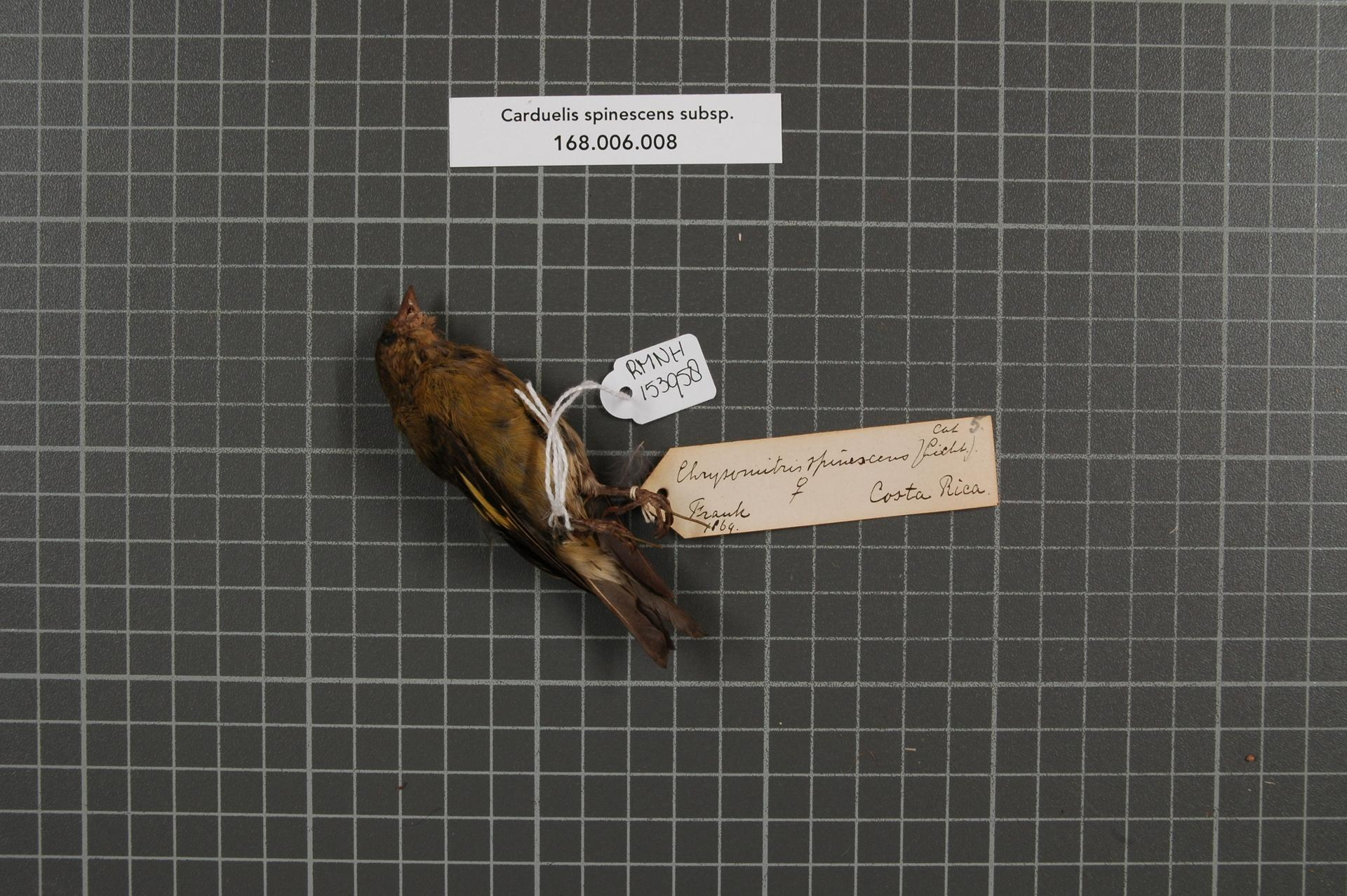
Femmina impagliata.

### Dimensioni
Misura 9–11 cm di lunghezza, per un peso di 11,3 g: questi valori rendono il lucherino andino il rappresentante di maggiori dimensioni fra i lucherini e fra i fringillidi in generale.

### Aspetto
Si tratta di uccelli dall'aspetto minuto, muniti di becco conico sottile e appuntito, testa squadrata, ali appuntite e coda dalla punta lievemente forcuta.
Il piumaggio si presenta di colore verde oliva diffuso, più scuro su dorso e scapole e con vistose sfumature giallastre ai lati del collo, sul petto e sul ventre, mentre il sottocoda è biancastro ed il codione è di colore giallo: anche gli specchi alari sulle remiganti sono di colore giallo, mentre coda, ali, fronte e vertice sono di colore nero. Il dimorfismo sessuale è ben evidente, con le femmine che mancano del nero cefalico e presentano ivrea quasi completamente priva del giallo (che permane solo su codione e ali), mentre l'area ventrale è di colore grigio-verdastro.

In ambedue i sessi il becco è grigio-nerastro con tendenza a scurirsi in punta, le zampe sono nerastre e gli occhi sono di colore bruno scuro.

## Biologia

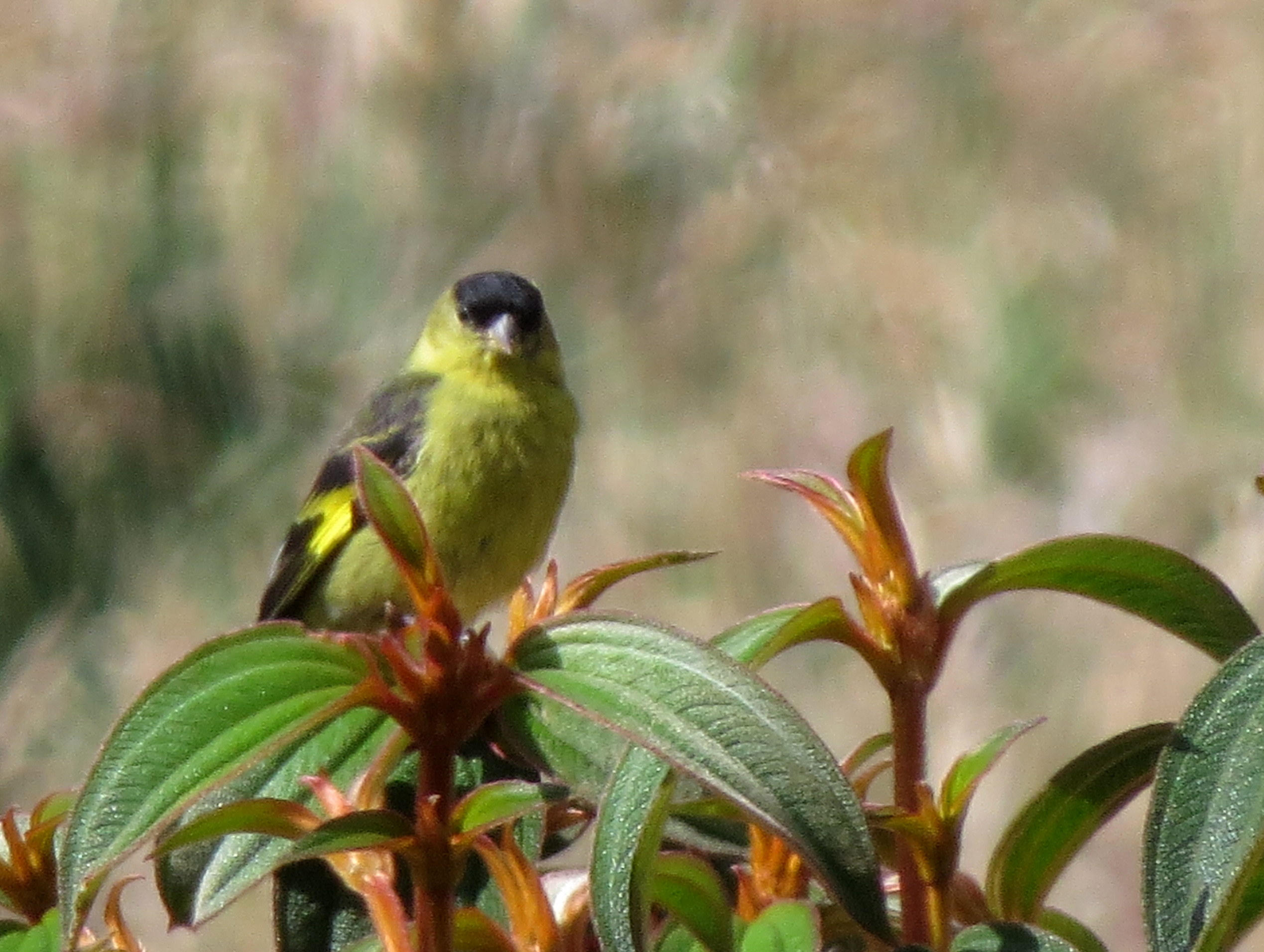
Maschio in Colombia.

I lucherini andini sono uccelletti vispi e vivaci, dalle abitudini diurne e moderatamente gregarie, che all'infuori della stagione riproduttiva si muovono in coppie o in gruppetti di una ventina d'individui, talvolta in associazione con altre specie affini (come ad esempio il lucherino monaco), i quali passano la maggior parte della giornata alla ricerca di cibo fra l'erba alta o al suolo, salvo poi fare ritorno sul far della sera verso posatoi riparati per passare la notte.

### Alimentazione
Si tratta di uccelli granivori la cui dieta si compone in massima parte di semi di piante erbacee e cespugliose (soprattutto Espeletiinae), pinoli, bacche, germogli, foglioline e (soprattutto durante il periodo degli amori, quando il fabbisogno energetico risulta accresciuto per via dello sforzo riproduttivo) piccoli invertebrati.

### Riproduzione
Sono stati trovati esemplari in riproduzione fra febbraio ed agosto: pur mancando informazioni sulla riproduzione di questi uccelli, si ha motivo di ritenere che essa non differisca in maniera significativa, per modalità e tempistica, da quanto osservabile fra gli altri lucherini e fra i fringillidi in generale.

## Distribuzione e habitat

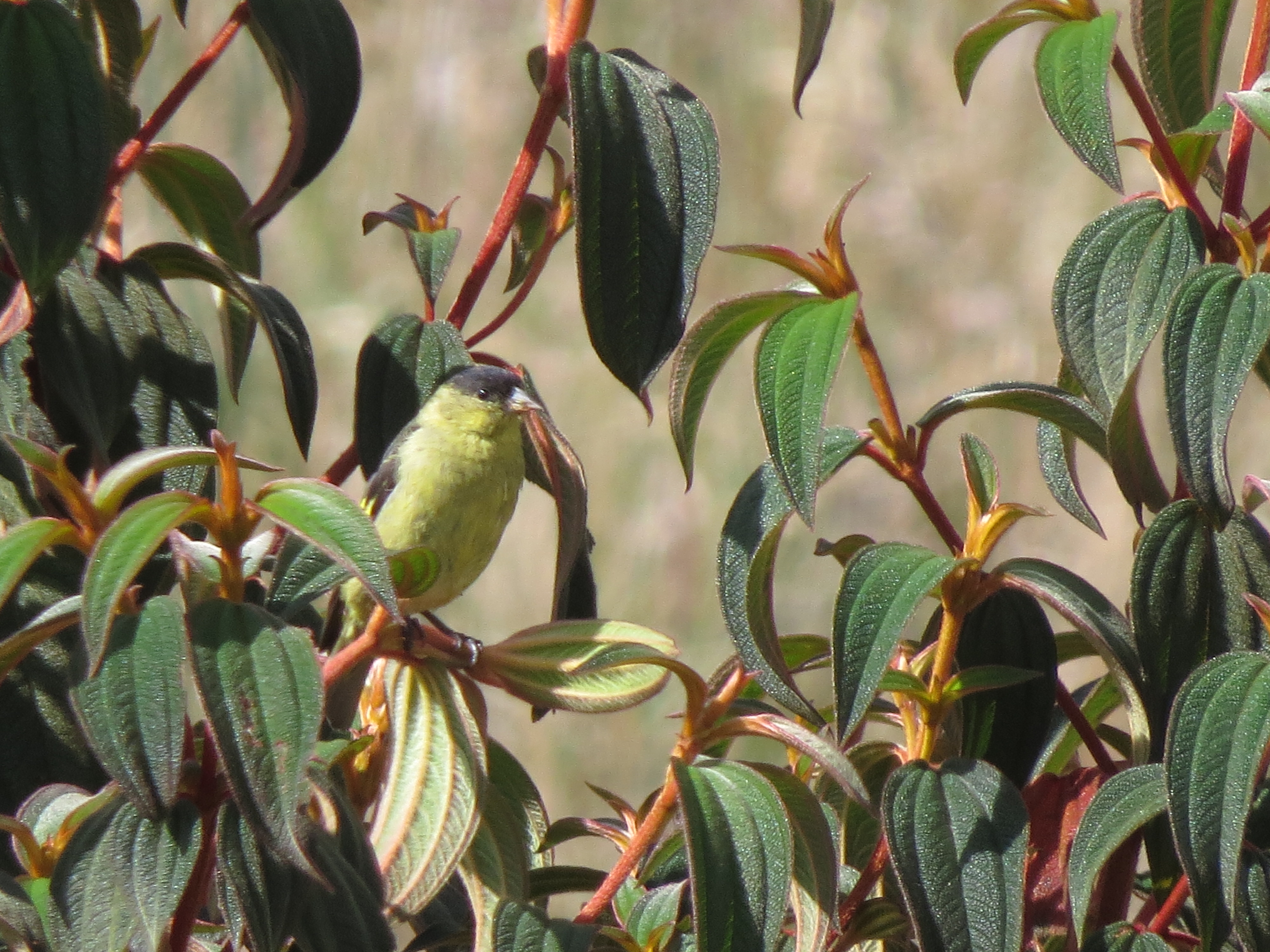
Maschio in natura ad Armenia.

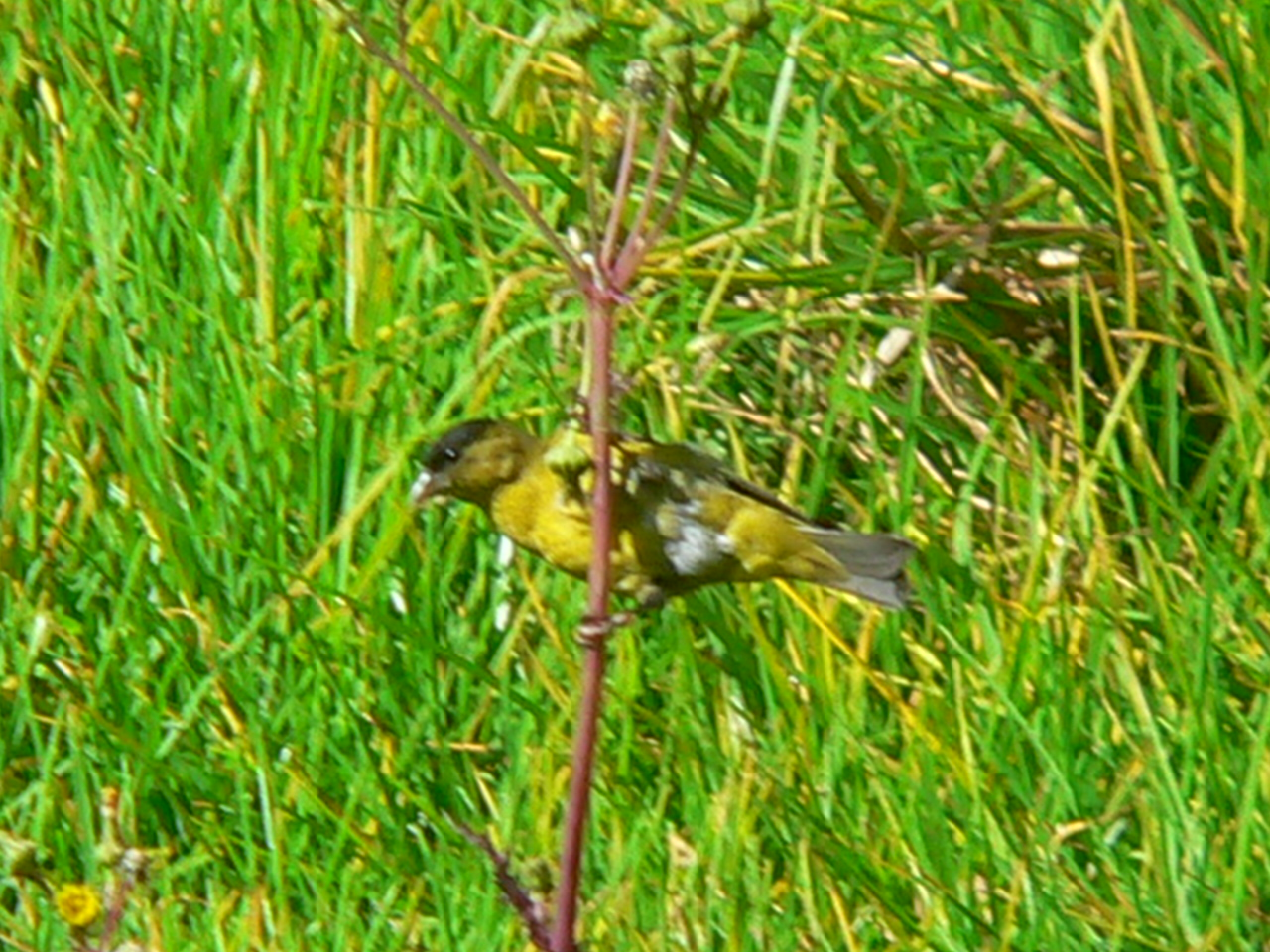
Maschio in natura a Bogotà.

Come intuibile dal nome comune, il lucherino andino vive nelle Ande, delle quali popola la porzione più settentrionale, nell'area compresa fra l'estremità nord-occidentale del Venezuela (stati di Trujillo, Mérida, nord dell'Aragua e Táchira, Sierra de Perijá) e la Colombia orientale (versante occidentale della Cordillera Oriental e Sierra Nevada de Santa Marta), spingendosi fino al nord dell'Ecuador (provincia del Pichincha e provincia del Carchi).
L'habitat di questi uccelli è rappresentato dalle aree cespugliose ed erbose montane appena al di sopra della linea degli alberi, spesso sul limitare della foresta nana o della foresta nebulosa, oltre che dal páramo ed occasionalmente anche dalle piantagioni in quota, a un'altezza compresa fra i 1800 ed i 3700 m.

## Tassonomia
Se ne riconoscono due sottospecie:
- Spinus spinescens spinescens (Bonaparte, 1850) - la sottospecie nominale, diffusa in Venezuela nord-occidentale ed in Colombia nord-orientale;
- Spinus spinescens nigricauda Chapman, 1912 - diffusa a sud dell'Antioquia Settentrionale all'Ecuador settentrionale;

la popolazione della Sierra Nevada de Santa Marta, generalmente considerata facente parte della sottospecie nominale, viene da alcuni autori considerata una sottospecie a sé stante col nome di S. s. capitaneus.